# Süßwasserstechrochen

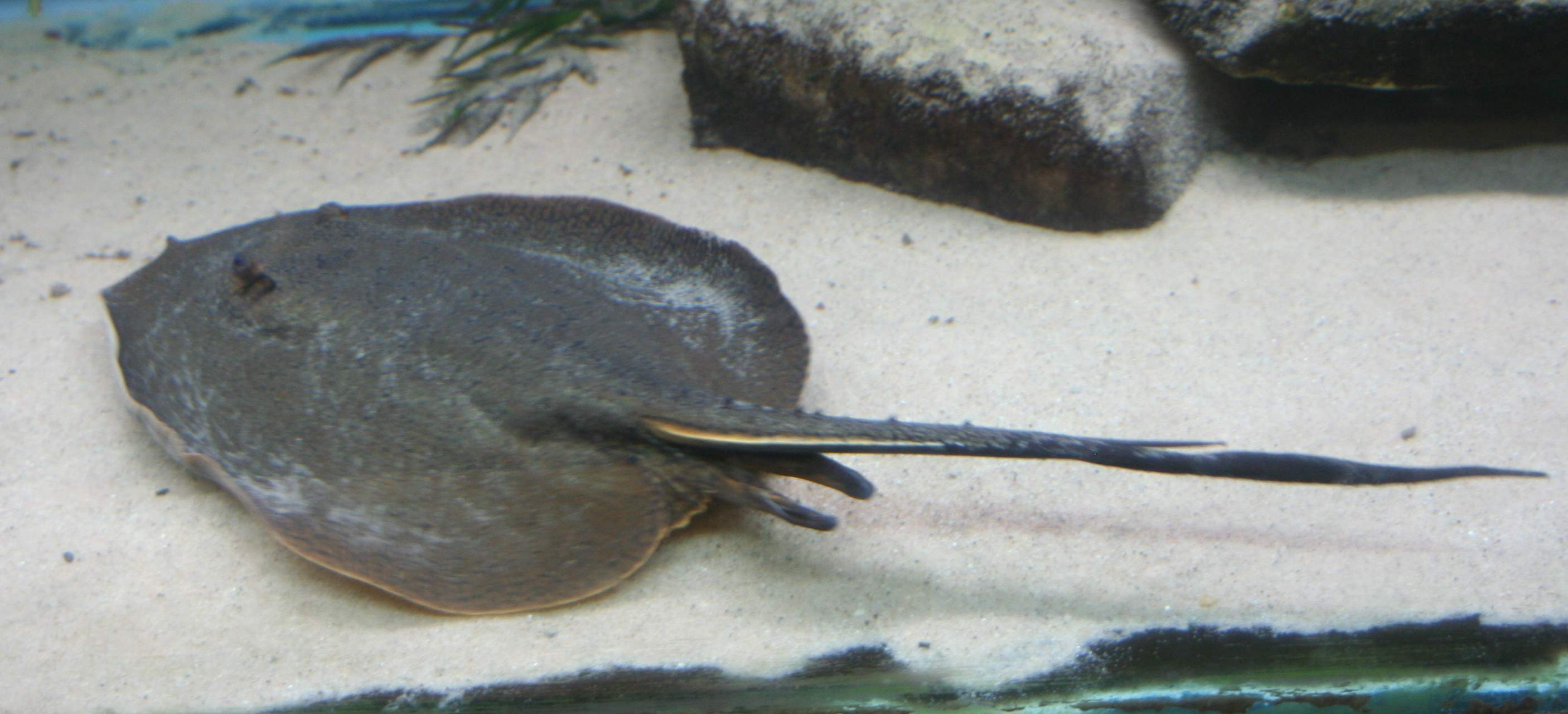
Plesiotrygon iwamae

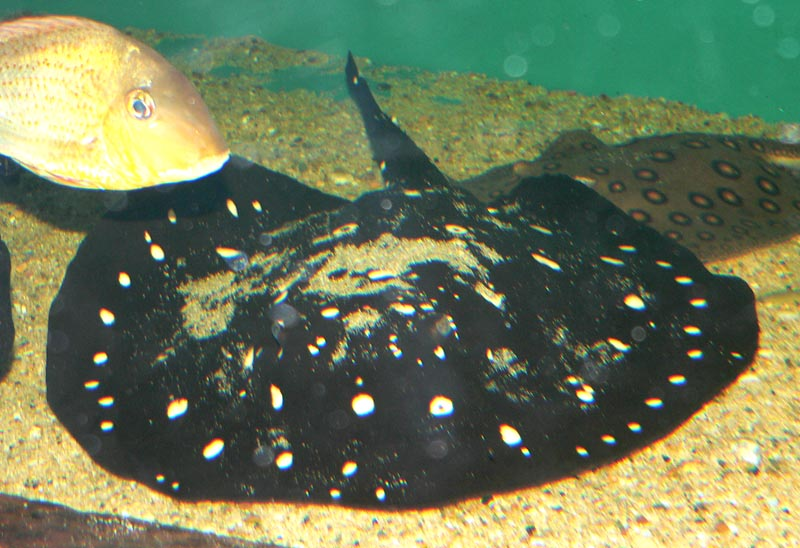
Potamotrygon henlei

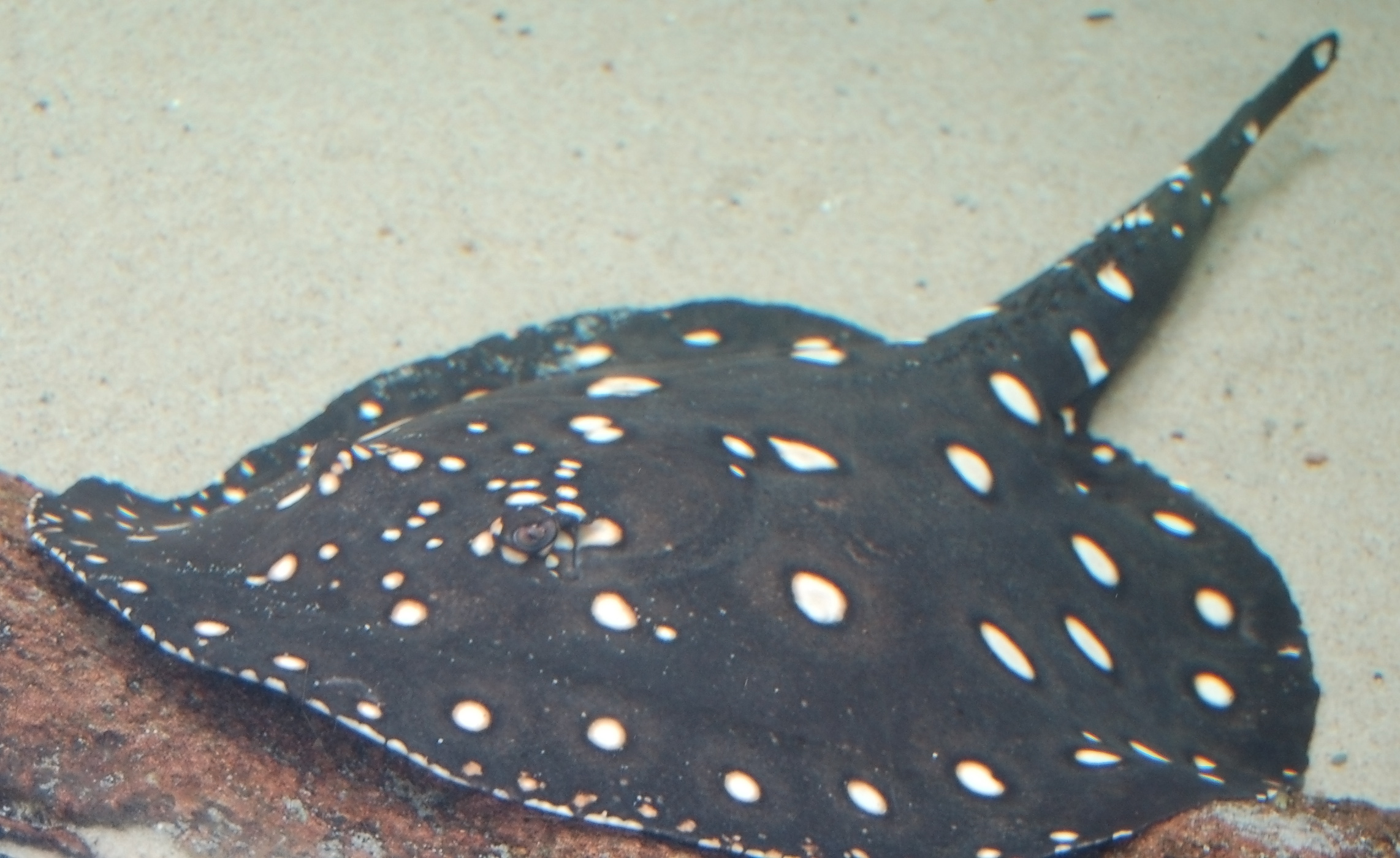
Potamotrygon leopoldi

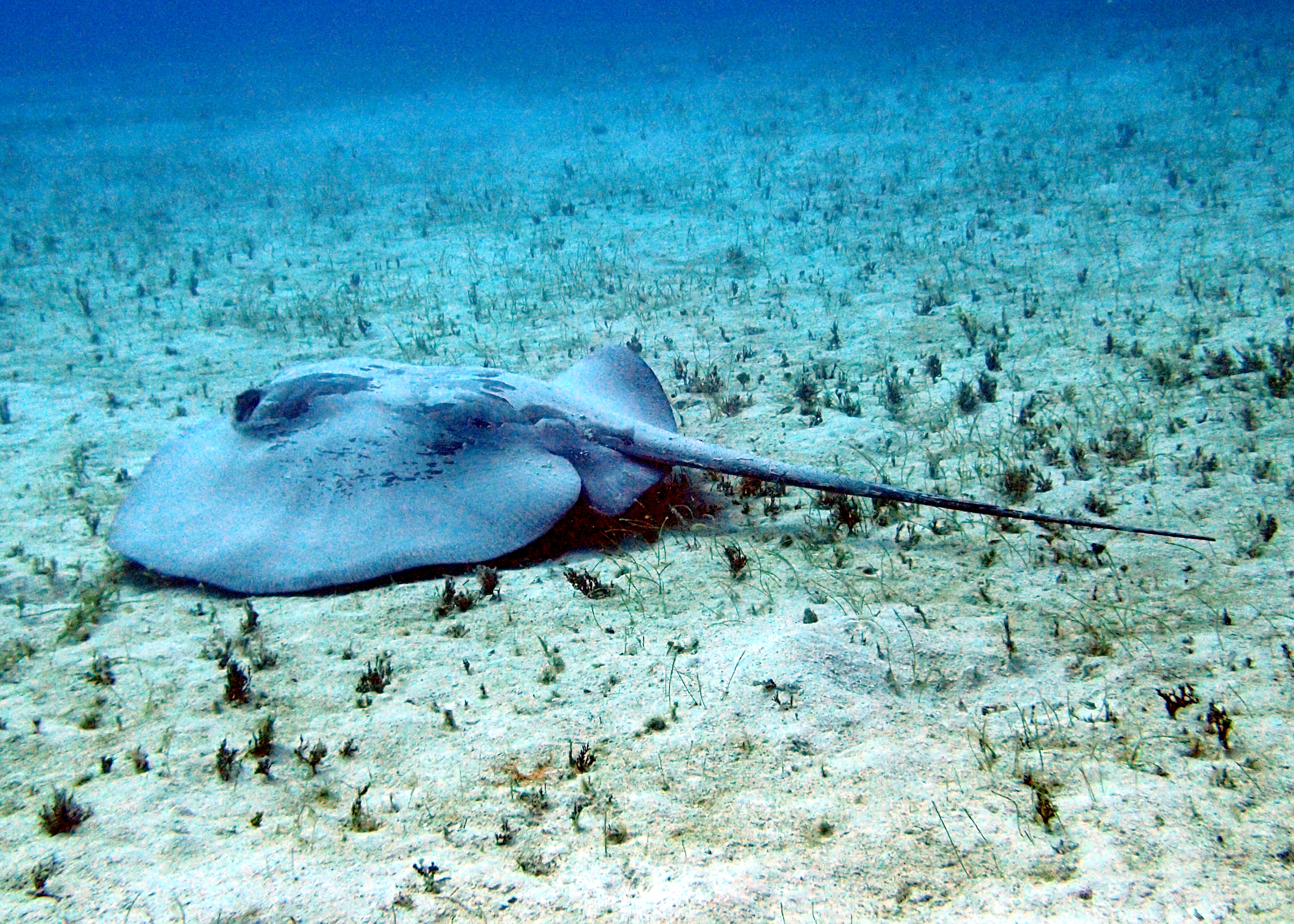
Styracura schmardae

Die Süßwasserstechrochen (Potamotrygonidae), kurz Süßwasserrochen, sind eine in Südamerika lebende Familie der Rochen, sowie die einzige Familie der Knorpelfische, von denen die meisten Arten im Süßwasser vorkommen. Zu ihnen zählen fünf Gattungen mit derzeit 37 bekannten Arten. Die Familie ist Gegenstand aktueller Forschung, viele Arten wurden erst ab den 2010ern beschrieben.
Die Potamotrygonidae sind monophyletisch und eine Entwicklungslinie von Stechrochenartigen, die im Mündungsgebiet des Uramazonas lebten, als dieser noch in den Pazifik floss. Durch die Auffaltung der Anden wurden sie von ihrem bisherigen Lebensraum abgeschnitten. Die Familie entwickelte sich wahrscheinlich am Ende der Kreide oder im frühen Tertiär. Aus dem Eozän sind die Potamotrygonidae fossil überliefert. Sie zeigen durch die Reduzierung der Rektaldrüse und den geringen Harnstoffgehalt im Blut ihre Anpassung an das Süßwasser.
Es gibt auch Stechrochen in südostasiatischen Flüssen, wie den asiatischen Laos-Stechrochen, Makararaja chindwinensis und die drei Arten der Gattung Fluvitrygon. Diese gehören jedoch nicht zu den rein neotropischen Süßwasserstechrochen, sondern zu den Stechrochen (Dasyatidae) und haben sich unabhängig von den Süßwasserstechrochen der Familie Potamotrygonidae entwickelt.

## Merkmale
Süßwasserstechrochen sind oft kreisrund, die Gattung Paratrygon etwas länger als breit. Sie haben keine Rückenflossen und keine Schwanzflosse. Der Schwanz ist peitschenförmig, mit einem giftigen, mit Widerhaken versehenen Stachel. Alle 6 bis 12 Monate wächst ein neuer Stachel nach.
Ihre Farbe ist meist braun, grau oder schwarz mit einer Zeichnung von farbigen Punkten, Flecken oder Kringeln. Sie erreichen je nach Art einen Durchmesser von 25 Zentimeter bis knapp über einen Meter (Ausnahme 1,5 bzw. 2 m bei Styracura).

## Fortpflanzung
Wie die meisten Rochen sind die Süßwasserrochen lebendgebärend (ovovivipar). Sie haben eine innere Befruchtung. Meist werden zwischen zwei und sieben, seltener bis zwölf Jungfische geboren, die noch Reste des Dottersacks haben können.

## Verbreitung
Die Süßwasserstechrochen sind ausschließlich in den tropischen Zonen Süd- und Mittelamerikas heimisch. Sie leben jedoch nur in Flüssen, die in den Atlantik oder in die Karibik münden, nicht jedoch im Bassin des Rio São Francisco. Die meisten Arten leben nur in einem Flusssystem, einige endemisch nur in einem bestimmten Fluss (z. B. Potamotrygon leopoldi). Nur wenige Arten, wie Potamotrygon motoro und Potamotrygon orbignyi, haben ein weiteres Verbreitungsgebiet, das mehrere Flusssysteme einschließt.

## Gattungen
Es gibt zwei Unterfamilien, die eigentlichen Süßwasserstechrochen (Potamotrygoninae) und die marinen Styracurinae. Insgesamt umfassen die Potamotrygonidae fünf Gattungen, die über 25 Arten enthaltende Gattung Potamotrygon und vier weitere, zu denen nur zwei bzw. drei Arten gehören.
- Unterfamilie Potamotrygoninae 
  - Gattung Heliotrygon Carvalho & Lovejoy, 2011
    - Heliotrygon gomesi De Carvalho & Lovejoy, 2011
    - Heliotrygon rosai De Carvalho & Lovejoy, 2011

  - Gattung Paratrygon Duméril, 1865[2]
    - Paratrygon aiereba (Müller & Henle, 1841)
    - Paratrygon orinocensis Loboda et al., 2021
    - Paratrygon parvaspina Loboda et al., 2021

  - Gattung Plesiotrygon Rosa, Castello et Thorson, 1987
    - Plesiotrygon iwamae Rosa, Castello & Thorson, 1987
    - Plesiotrygon nana de Carvalho & Ragno, 2011

  - Gattung Potamotrygon Garman, 1877
- Unterfamilie Styracurinae Carvalho et al., 2016[3]
  - Gattung Styracura, Carvalho et al., 2016
    - Styracura pacifica (Beebe & Tee-Van, 1941)
    - Styracura schmardae (Werner, 1904)

Das folgende Kladogramm zeigt die Verwandtschaft der Gattungen zueinander:
|  | Heliotrygon |
|  |             |
|  | Paratrygon  |
|  |             |

|  | \| \| Potamotrygon brachyura \| \| \| \| \| \| Plesiotrygon \| \| \| \| |
|  |                                                                         |
|  | Potamotrygon                                                            |
|  |                                                                         |
|  | Potamotrygon brachyura                                                  |
|  |                                                                         |
|  | Plesiotrygon                                                            |
|  |                                                                         |

|  | Potamotrygon brachyura |
|  |                        |
|  | Plesiotrygon           |
|  |                        |

|  | Heliotrygon |
|  |             |
|  | Paratrygon  |
|  |             |

|  | \| \| Potamotrygon brachyura \| \| \| \| \| \| Plesiotrygon \| \| \| \| |
|  |                                                                         |
|  | Potamotrygon                                                            |
|  |                                                                         |
|  | Potamotrygon brachyura                                                  |
|  |                                                                         |
|  | Plesiotrygon                                                            |
|  |                                                                         |

|  | Potamotrygon brachyura |
|  |                        |
|  | Plesiotrygon           |
|  |                        |

|  | Heliotrygon |
|  |             |
|  | Paratrygon  |
|  |             |

|  | \| \| Potamotrygon brachyura \| \| \| \| \| \| Plesiotrygon \| \| \| \| |
|  |                                                                         |
|  | Potamotrygon                                                            |
|  |                                                                         |
|  | Potamotrygon brachyura                                                  |
|  |                                                                         |
|  | Plesiotrygon                                                            |
|  |                                                                         |

|  | Potamotrygon brachyura |
|  |                        |
|  | Plesiotrygon           |
|  |                        |

|  | Heliotrygon |
|  |             |
|  | Paratrygon  |
|  |             |

|  | \| \| Potamotrygon brachyura \| \| \| \| \| \| Plesiotrygon \| \| \| \| |
|  |                                                                         |
|  | Potamotrygon                                                            |
|  |                                                                         |
|  | Potamotrygon brachyura                                                  |
|  |                                                                         |
|  | Plesiotrygon                                                            |
|  |                                                                         |

|  | Potamotrygon brachyura |
|  |                        |
|  | Plesiotrygon           |
|  |                        |